# Harry Bates (escultor)
Harry Bates (26 de abril de 1850, Stevenage, Hertfordshire - 30 de enero de 1899, Londres) fue un escultor del Reino Unido, miembro de la Royal Academy.

## Datos biográficos
Harry Bates  fue elegido miembro de la Royal Academy (A.R.A.) en 1892 y fue un miembro activo, aunque de forma intermitente, del grupo Art Workers Guild. Fue una figura central del movimiento británico conocido como la Nueva Escultura. 
Comenzó su carrera como ayudante de un grabador , y posteriormente comenzando sus estudios regulares de artes plásticas , pasando un largo periodo de formación en decoración arquitectónica trabajando para la firma Farmer & Brindley.

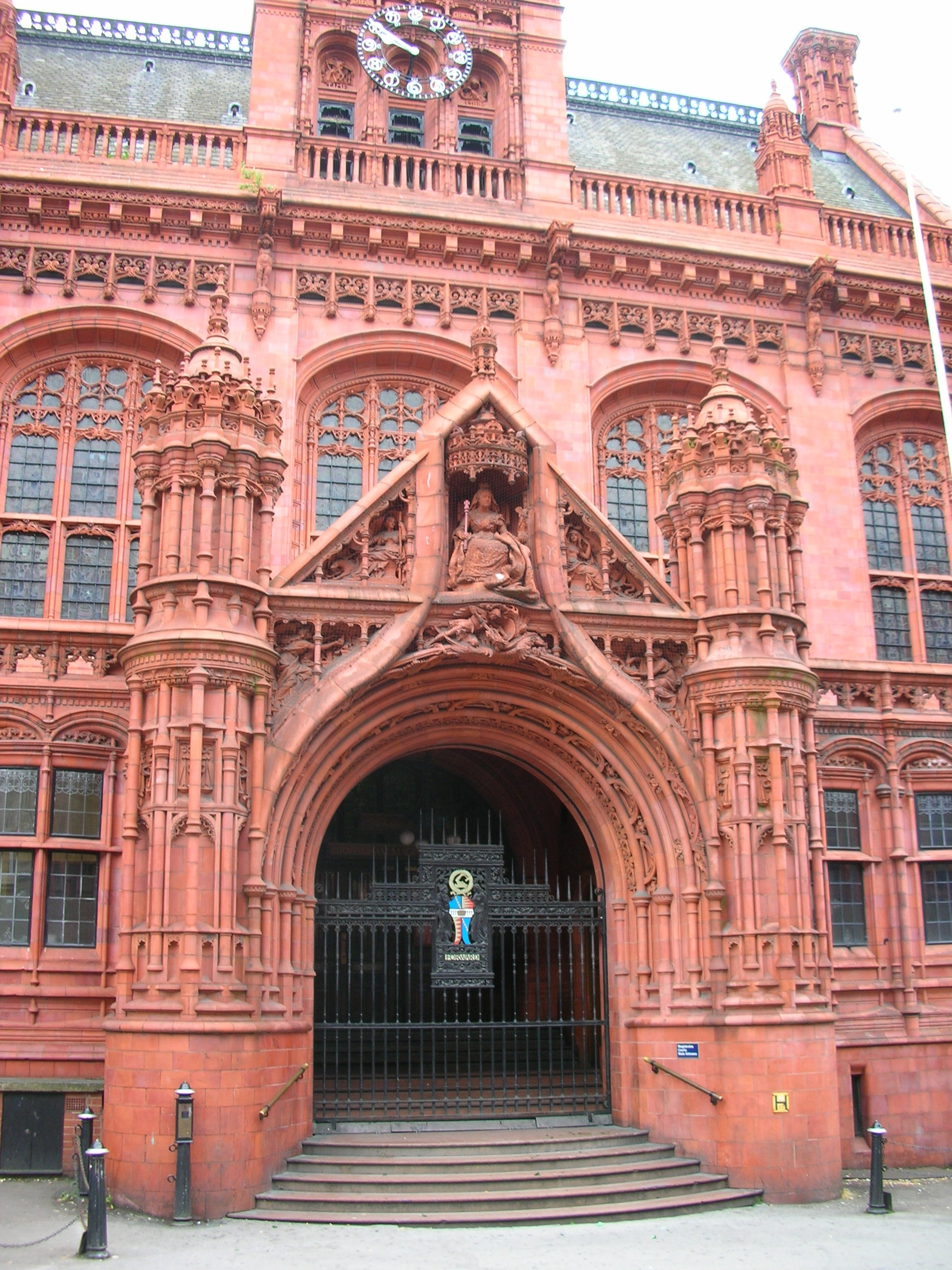
Figura de Victoria de Bates en la puerta del Victoria Law Courts, Birmingham

En 1879 se trasladó a Londres y entró en la Escuela Técnica de Arte de Londres Sur (South London School of Technical Art - inicialmente conocida como Lambeth School of Art, la actual City and Guilds of London Art School). Allí fue alumno de Jules Dalou y ganó una medalla de plata en el concurso nacional de South Kensington. En 1881 fue admitido en las escuelas de la Royal Academy, donde en 1883 ganó una medalla de oro y una beca para viajar con un relieve titulado Sócrates enseñando a la gente en el Ágora , que muestra la gracia de las líneas y armonñia compositiva. Se traslada entonces a París, donde abrió su estudio independiente (por indicación de Dalou). Fue influenciado por Rodin, quien le aconsejó en ocasiones sobre su trabajo. Una cabeza y tres pequeños paneles en bronce (la Eneida) realizados por Bates en París, fueron exhibidos en la Royal Academy, y seleccionados para su compra por parte de los administradores de Chantrey, pero la adquisición tuvo que ser cancelada debido a que la obra no había sido modelada en Inglaterra.
Sus obras Eneas (1885), Homero (1886), tres paneles de Psique , la reina Ródope (1887), mostraron un marcado avance en la forma y la dignidad. La habilidad primaria de Bates estaba en la composición y modelado de escultura en relieve, y es en este medio fue en el que alcanzó su más refinada técnica y belleza. La escultura independiente en bulto redondo sigue sin embargo siendo el más importante de los géneros escultóricos, y Bates fue realizando paulatinamente su paso a las estatuas, como en la titulada Hounds in Leash, de 1889 , que es en esencia una composición en relieve trasladada a las tres dimensiones. En este trabajo, Bates demostró su capacidad de transmitir la intensidad y el movimiento muscular y condujo a su mayor éxito y ambición. Su siguiente gran estatua, la Pandora , de 1890 es más bien una figura en bulto redondo , y en esta obra Bates experimentó con la mezcla de materiales y la policromía y mixtos, convirtiéndose en un ejemplo paradigmático de las prioridades en la obra artística para el propio Bates. La caja que sostiene es un ataúd real con elementos decorativos de marfil y bronce dorado y elaboradamente esculpidos con escenas de la leyenda de Pandora. Se exhibió en 1890 en la Exposición Estival de la Real Academia y fue comprada en el año siguiente para la colección de Francis Leggatt Chantrey. Los retratos en busto de Harry Bates son buenas piezas de estilo realista: fuerte, pero delicada en la técnica, y excelente expresión del carácter. Sus estatuas tienen un carácter pintoresco influidas por el sentimiento refinado que el escultor sentía. Entre las principales esculturas se encuentran la fantasiosa Maharaja de Mysore, un poco sobrecargada de ornamento, y la colosal estatua ecuestre de Lord Roberts (1896) sobre su pedestal grande, ceñido con un friso de figuras, actualmente en Calcuta, y una estatua de la Reina Victoria de Inglaterra en Dundee. 
Pero quizás su obra maestra - en la que su interés en los materiales policromados y mezclados, en un formato que fusiona el arte decorativo y la escultura alcanzó su máxima realización - fue una presentación alegórica deEl amor y la vida, una figura alada masculina en bronce, con una figura femenina de marfil que es coronada por el hombre.
Bates murió en Londres el 30 de enero de 1899, su prematura muerte, privó al arte plástico de Inglaterra de uno de sus representantes más prometedores de la época. Es principalmente recordado como uno de los escultores más importantes que incluyó las tradiciones de las artes decorativas en el movimiento de la Nueva Escultura. Tanto a través de su innovador uso de la policromía y su temática alusiva, a menudo se entiende como uno de los representantes principales del simbolismo internacional dentro de la escultura británica.

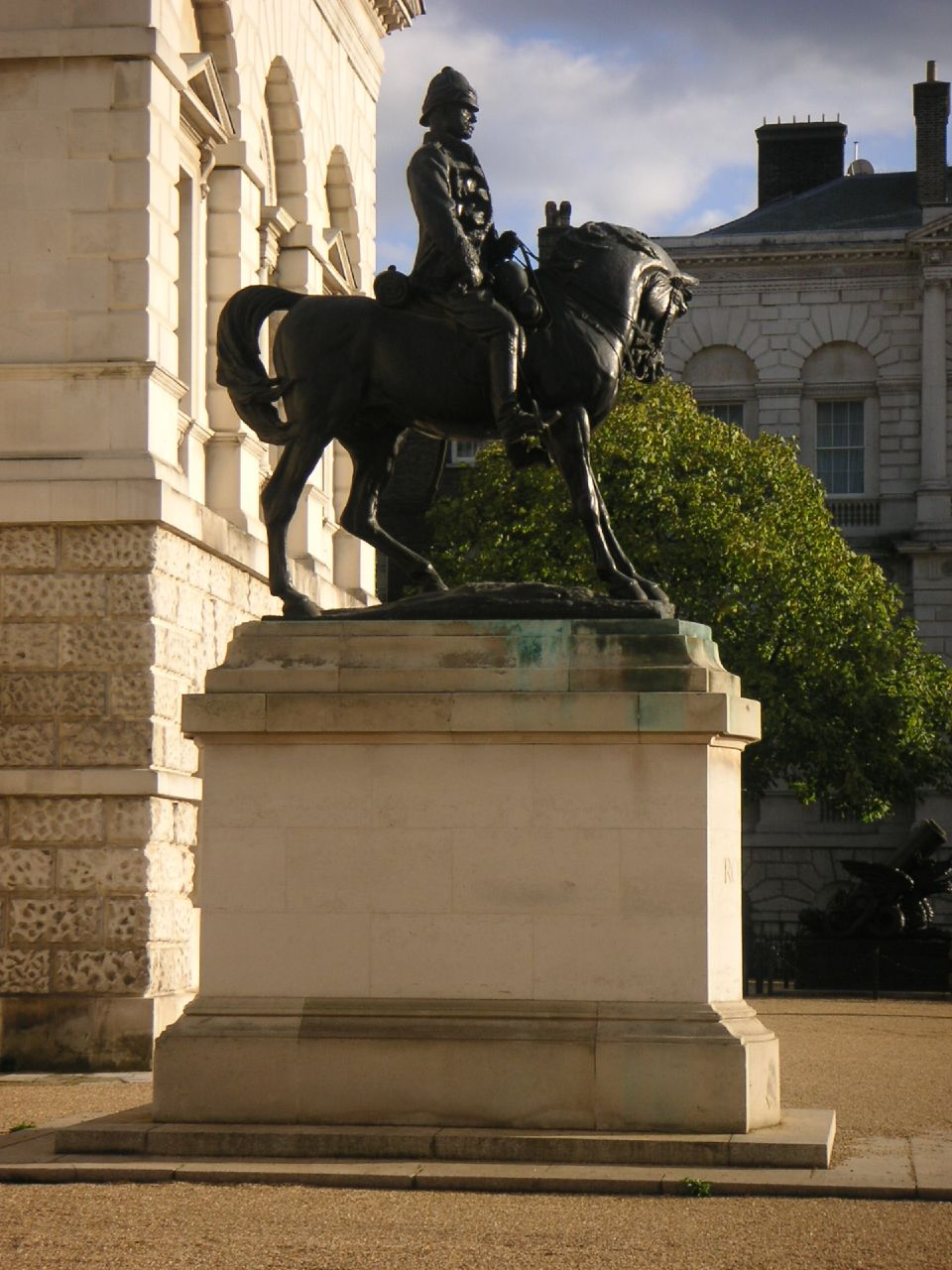
Estatua ecuestra de Lord Roberts

## Obras
Entre las mejores y más conocidas obras de Harry Bates se incluyen las siguientes:
- Sócrates enseñando a la gente en el Ágora  , 1883
- Eneas (1885),
- Homero (1886),
- tres paneles de Psique ,
- la reina Ródope (1887)
- Hounds in Leash, 1889
- Pandora , 1890
- diferentes retratos en busto
- Maharaja de Mysore,
- estatua ecuestre de Lord Roberts (1896) en Calcuta,
- Reina Victoria de Inglaterra en Dundee.
- El amor y la vida,